# 西岩鎮
西岩鎮（せいがんちん）は中華人民共和国湖南省邵陽市城歩ミャオ族自治県の鎮。

## 典拠
当地には西岩寺というお寺がありますので、西岩鎮と呼ばれています。

## 行政区画
- 第一社区
- 第二社区
- 石頭村
- 江南村
- 金沙村
- 温塘村
- 三合村
- 聯合村
- 周安村
- 伍家村
- 落水村
- 石虎村
- 雅儒村
- 大理村
- 沙橋村
- 新禾村
- 大坪村
- 太塘村
- 五桂村
- 荘上村
- 水東村
- 坳頭村
- 桐源村
- 坪上村
- 巴石村
- 四団村
- 田心村
- 楊家山村
- 南嶺村
- 新塘村
- 花橋村
- 瑶塘村
- 石山村
- 楊田村
- 陳家村
- 桔子村
- 松柏村
- 下烏村
- 永興村
- 小石村
- 双洪村
- 玉河村
- 玉豊村
- 農科所
- 青界山林場

## 歴史
1995年、金紫郷・資源郷・三水郷・永豊郷・花橋郷が合併し、現在の西岩鎮が発足。

## 経済

### 名物・特産品
- 亜鉛
- カドミウム
- マンガン
- リン
- モリブデン

## 地理
西岩鎮は城歩ミャオ族自治県北部に位置し、北は武岡市と、東は威渓郷と、西は金紫郷と、南は茅坪鎮とそれぞれ接している。
- 河川：威渓

## 交通

### 道路
- S86武岡靖州高速公路
- 省道219

## 観光
- 楊氏官庁

## 出身有名人
- 楊再興、南宋の将軍。
- 龔継昌、清の将軍。
- 段夢暉、記者。